# Kandia Traoré
Kandia Émile Traoré (Abidjan, 5 luglio 1980) è un ex calciatore ivoriano, di ruolo attaccante.

## Palmarès

### Club

#### Competizioni nazionali
- Campionato tunisino: 1

Espérance: 2001-2002
- Campionato emiratino: 1

Al-Ain: 2003-2004
- Coppa di Lega tunisina: 1

Étoile du Sahel: 2004-2005
- Campionato israeliano: 1

Beitar Gerusalemme: 2007-2008
- Coppa d'Israele: 1

Beitar Gerusalemme: 2007-2008
- Ligue 2: 1

Caen: 2009-2010

#### Competizioni internazionali
- Coppa delle Coppe d'Africa: 1

Étoile du Sahel: 2002-2003